# Viskafors
Viskafors is een plaats in de gemeente Borås in het landschap Västergötland en de provincie Västra Götalands län in Zweden. De plaats heeft 3677 inwoners (2005) en een oppervlakte van 375 hectare.

## Verkeer en vervoer
Bij de plaats loopt de Riksväg 41.
De plaats heeft een station aan de spoorlijn Borås - Varberg.